# Egon Werdin
Egon Werdin (* 17. November 1954 in Dinkelsbühl; † 18. August 2018 in Berlin) war ein deutscher Kameramann.

## Leben
Werdin erhielt seine Ausbildung an der Hochschule für Fernsehen und Film München in der Abteilung Dokumentarfilm/Regie. 1982 begann er als Kameramann zu arbeiten. Er war zunächst im Dienste einiger Außenseiterproduktionen tätig und erhielt 1986 den Förderpreis des Deutschen Kamerapreises für Versteckte Liebe. 1990 war er Preisträger Kamera in der Kategorie Spielfilm für Verfolgte Wege.	
Auch drehte er bekannte Publikumserfolge wie Otto – Der Außerfriesische und Werner – Beinhart!. In den 1990er Jahren war Werdin verstärkt für europäische Großproduktionen tätig. Die Filme Feuerreiter und Ein Leben lang kurze Hosen tragen brachten ihm jeweils eine Nominierung für den Deutschen Kamerapreis ein. In seinen späten Jahren übernahm er öfter Aufgaben beim Fernsehen, unter anderem für die Krimireihe Tatort.

## Filmografie
| - 1979: Franzmann - 1984: Das Arche-Noah-Prinzip - 1985: Joey - 1986: Versteckte Liebe - 1988: Nabuli - 1988: L’heure Simenon (Serie) - 1989: Lockvögel - 1989: Vatanyolu – Die Heimreise (Vatanyolu) - 1989: Otto – Der Außerfriesische - 1990: Verfolgte Wege - 1990: Werner – Beinhart! - 1991: Von Gewalt keine Rede - 1992: Schloß Hohenstein – Irrwege zum Glück (Serie) - 1994: Stumme Zeugin (Mute Witness) - 1997: American Werewolf in Paris (An American Werewolf in Paris) - 1998: Liebe im Schatten des Drachen - 1998: Feuerreiter - 1999: Die Wand - 1999: Menschenjagd - 1999: Alles Bob! - 1999: Zwei Brüder (Fernsehserie, eine Folge) - 1999: Dreamboy macht Frauen glücklich/Mann bleibt Mann | - 2000: Vom Küssen und vom Fliegen (Bildgestaltung) - 2001: Feindliche Übernahme – althan.com - 2002: Flitterwochen im Treppenhaus - 2002: Nancy & Frank – A Manhattan Love Story - 2002: Ein Leben lang kurze Hosen tragen - 2002: Rosamunde Pilcher – Federn im Wind - 2004: Sperling – Sperling und die letzte Chance - 2005: In einem anderen Leben - 2005: Tatort: Der doppelte Lott - 2005: Tote leben länger - 2006: TKKG – Das Geheimnis um die rätselhafte Mind-Machine - 2007: Der Sonnenhof - 2007: Tatort: Ruhe sanft - 2007: Tatort: Satisfaktion - 2008: Willkommen im Westerwald - 2009: Summertime Blues - 2011: Und weg bist du - 2011: Das große Comeback - 2012: Utta Danella – Prager Geheimnis (TV) - 2013: Die Pastorin - 2013: Der Teufel mit den drei goldenen Haaren - 2014: Kafkas Der Bau - 2015: Der Kotzbrocken |